# 10 000 mètres masculin aux Jeux olympiques d'été de 1924
Pour un article plus général, voir Athlétisme aux Jeux olympiques d'été de 1924.
Navigation
Anvers 1920 Amsterdam 1928
L'épreuve du 10 000 mètres masculin aux Jeux olympiques de 1924 s'est déroulée le 6 juillet 1924 au Stade olympique Yves-du-Manoir à Paris, en France. Elle est remportée par le Finlandais Ville Ritola.

## Résultats

### Finale
| Rang               | Athlète                   | Temps         | Notes |
| ------------------ | ------------------------- | ------------- | ----- |
| Médaille d'or      | Ville Ritola (FIN)        | 30 min 23 s 2 | WR    |
| Médaille d'argent  | Edvin Wide (SWE)          | 30 min 55 s 2 |       |
| Médaille de bronze | Eero Berg (FIN)           | 31 min 43 s 0 |       |
| 4                  | Väinö Sipilä (FIN)        | 31 min 50 s 2 |       |
| 5                  | Ernest Harper (GBR)       | 31 min 58 s 0 |       |
| 6                  | Halland Britton (GBR)     | 32 min 06 s 0 |       |
| 7                  | Guillaume Tell (FRA)      | 32 min 12 s 0 |       |
| 8                  | Earl Johnson (USA)        | 32 min 17 s 0 |       |
| 9                  | Robert Marchal (FRA)      | 32 min 33 s 0 |       |
| 10                 | Artūrs Motmillers (LAT)   | 32 min 44 s 0 |       |
| 11                 | Henri Lauvaux (FRA)       | 32 min 48 s 0 |       |
| 12                 | Gaston Heuet (FRA)        | 32 min 52 s 0 |       |
| 13                 | Sven Thuresson (SWE)      |               |       |
| 14                 | Charles Clibbon (GBR)     |               |       |
| 15                 | John Gray (USA)           |               |       |
| 16                 | Sidon Ebeling (SWE)       |               |       |
| —                  | Eddie Webster (GBR)       | DNF           |       |
| —                  | Gösta Bergström (SWE)     | DNF           |       |
| —                  | Verne Booth (USA)         | DNF           |       |
| —                  | Wayne Johnson (USA)       | DNF           |       |
| —                  | Camiel Van de Velde (BEL) | DNF           |       |
| —                  | Anton Tsvetanov (BUL)     | DNF           |       |
| —                  | Vasil Venkov (BUL)        | DNF           |       |
| —                  | Pál Király (HUN)          | DNF           |       |
| —                  | John Ryan (IRL)           | DNF           |       |
| —                  | Pala Singh (IND)          | DNF           |       |
| —                  | Carlo Speroni (ITA)       | DNF           |       |
| —                  | Vilis Cimmermanis (LAT)   | DNF           |       |
| —                  | Alberto Jarrín (ECU)      | DNF           |       |
| —                  | Vyron Athanasiadis (GRE)  | DNF           |       |
| —                  | Alexandros Kranis (GRE)   | DNF           |       |
| —                  | Pedro Curiel (MEX)        | DNF           |       |
| —                  | Gurbachan Singh (IND)     |               |       |
| —                  | Mareg Mangaschia (ITA)    |               |       |
| —                  | Tacle Redda (ITA)         |               |       |